# Lorenzo Da Ponte
Lorenzo Da Ponte, eredeti nevén Emmanuele Conegliano (Ceneda, Velencei Köztársaság, 1749. március 10. – New York, 1838. augusztus 17.)  olasz nyelven író librettista.

## Élete
A Velencei Köztársaságban, Cenadában született. A Lorenzo nevet abból az alkalomból vette fel, hogy a zsidóról a római katolikus vallásra keresztelkedett ki. Neveltetéséről a cenadai püspök, Da Ponte gondoskodott. Az iránta érzett tiszteletteljes hálából vette fel annak családnevét. Tanárnak és lelkésznek tanult, de libertinus magaviselete miatt kizárták a Velencei Egyetemről, és el kellett hagynia Velencét. Előbb a dél-tiroli Gorizia nemeseit szolgálta költészetével, majd 1781-ben Drezdába költözött, ahol megismerkedett Antonio Salierivel, aki pártfogásába vette. Az ő közreműködésével került Bécsbe, ahol honfitársa II. József udvari zeneszerzőjeként működött. Ott ismerkedett meg Wolfgang Amadeus Mozarttal, ami mindkettőjük számára termékeny időszakot eredményezett. Da Ponte szövegeit használta fel Mozart a Figaro házassága, a Don Giovanni és a Così fan tutte című operák komponálásakor. 
A császár halála után Da Ponte Velencébe nem tudott visszatérni, mert onnan 1794 végéig kitiltották, ezért 1792 augusztusában, Prágán és Drezdán keresztül elindult  Párizsba, tarsolyában egy Mária Antónia francia királynénak szóló ajánlással, amelyet annak bátyja, József császár a halála előtt adta Da Ponténak. A Párizs felé vezető úton tudomást szerzett a franciaországi romló politikai helyzetről és a király és királyné letartóztatásáról, ezért úgy döntött, hogy helyette Londonba utazik élettársa, Nancy Grahl kíséretében (akinek tőle – bizonyos források – szerint, négy gyermeke volt). Angliában számos munkát próbált ki, nyitott élelmiszerüzletet, volt olasztanár, végül 1803-ban a londoni King's Theatre librettistája lett. 1805-ig Londonban különböző színházi és kiadói tevékenységeket folytatott. Adósságai és csődje 1805-ben arra kényszerítették, hogy Grahlal és gyermekeikkel kivándoroljon az Amerikai Egyesült Államokba.

### Amerikai karrier
Az Egyesült Államokban Da Ponte először New Yorkban telepedett le, aztán Sunburyben (Pennsylvania), ahol rövid időn át egy élelmiszerboltot vezetett, és olaszleckéket adott. Később visszatért New Yorkba, hogy megnyisson egy könyvesboltot. Clement Clarke Moore-ral barátok lettek, és rajta keresztül nem fizetett állást kapott a Columbia Egyetemen; az olasz irodalom első professzora lett. Szintén ő volt az első római katolikus pap, a zsidó származású oktatók között is az első New Yorkban, 1825-ben bemutatta a Don Giovanni első teljes előadását az Egyesült Államokban, amelyben Maria García énekelte Zerlinát. 
Egy koncertturné során bemutatta Gioachino Rossini zenéjét is az Egyesült Államokban, amelyen unokahúga, Giulia Da Ponte is részt vett. 1807-ben kezdte megírni emlékiratait (1823-ban jelent meg), amelyet Charles Rosen úgy ír le mint „nem a saját identitásának és karakterének a bemutatása, hanem egy pikareszkes kalandtörténet.” 1828-ban, 79 éves korában Lorenzo Da Ponte az USA állampolgára lett. 1833-ban, nyolcvanhat éves korában operaházat alapított az Egyesült Államokban, a New York Opera Társulatot. Mivel azonban híjával volt az üzleti ismereteknek, ez csak két szezonban működött, majd a társaságot fel kellett oszlatni, és a színházat eladni az adósságok fejében. 1836-ban az opera épülete lett a Nemzeti Színház, amely 1839-ben leégett, de gyorsan újjáépítették és újra megnyitották. 1841. május 29-én azonban ismét tűzvész áldozata lett. Mindazonáltal Da Ponte operaháza a New York-i Zeneakadémia és a Metropolitan Opera elődje volt. 
Lorenzo Da Ponte 1838-ban halt meg New Yorkban; óriási temetési szertartást tartottak a régi Szent Patrik-székesegyházban a Mulberry Streeten. Néhány forrás azt állítja, hogy a Kálvária-temetőben temették el, de ez a temető nem létezett 1848 előtt. Más források szerint az alsó Manhattanben temették el, a Kálvária-temetőben pedig egy faragott kő jelzi emlékét.
2009-ben a spanyol rendező, Carlos Saura készített egy olasz filmet, Io, Don Giovanni címmel. Ez egy kicsit kitalált Da Pontèt formáz, és megpróbálja összekapcsolni életét a Don Giovanni librettójával.

## Magyarul
- Mozart Amadeus Farkas: Don Juan vagy A' Kőbálvány vendég. Opera; ford. Pály Elek; Werfer Ny., Kassa, 1829
- Don Juan, vagy A kőbálvány vendég. Vitézi, szomorú, víg opera; Trattner-Károlyi Ny., Pest, 1839
- Don Juan. Opera; ford. Harsányi Zsolt, szövegkönyv bev. Cserna Andor; Rózsavölgyi, Budapest, 1918
- Figaró házassága. Vígopera. Szövegkönyv; szöveg Lorenzo da Ponte, átdolg. Levi Hermann, ford. Vidor Dezső; Csáthy, Debrecen–Budapest, 1928 (Magyar Királyi Operaház szövegkönyvei)
- Don Juan; szövegkönyv Lorenzo da Ponte, ford. Harsányi Zsolt, közread. Till Géza; Zeneműkiadó, Budapest, 1958 (Operaszövegkönyvek)
- Figaro házassága; szöveg Lorenzo Da Ponte, ford. Vidor Dezső; Zeneműkiadó, Budapest, 1960 (Operaszövegkönyvek)
- Così fan tutte; szöveg Lorenzo Da Ponte, ford. Lányi Viktor; Zeneműkiadó, Budapest, 1961 (Operaszövegkönyvek)
- Lorenzo Da Ponte emlékiratai; vál., ford., jegyz., bev. Jászay Magda; Zeneműkiadó, Budapest, 1970